# Sietas Typ 111
Der Typ 111 ist ein Mehrzweck-Containerschiffstyp der Sietas-Werft in Hamburg-Neuenfelde.

## Geschichte

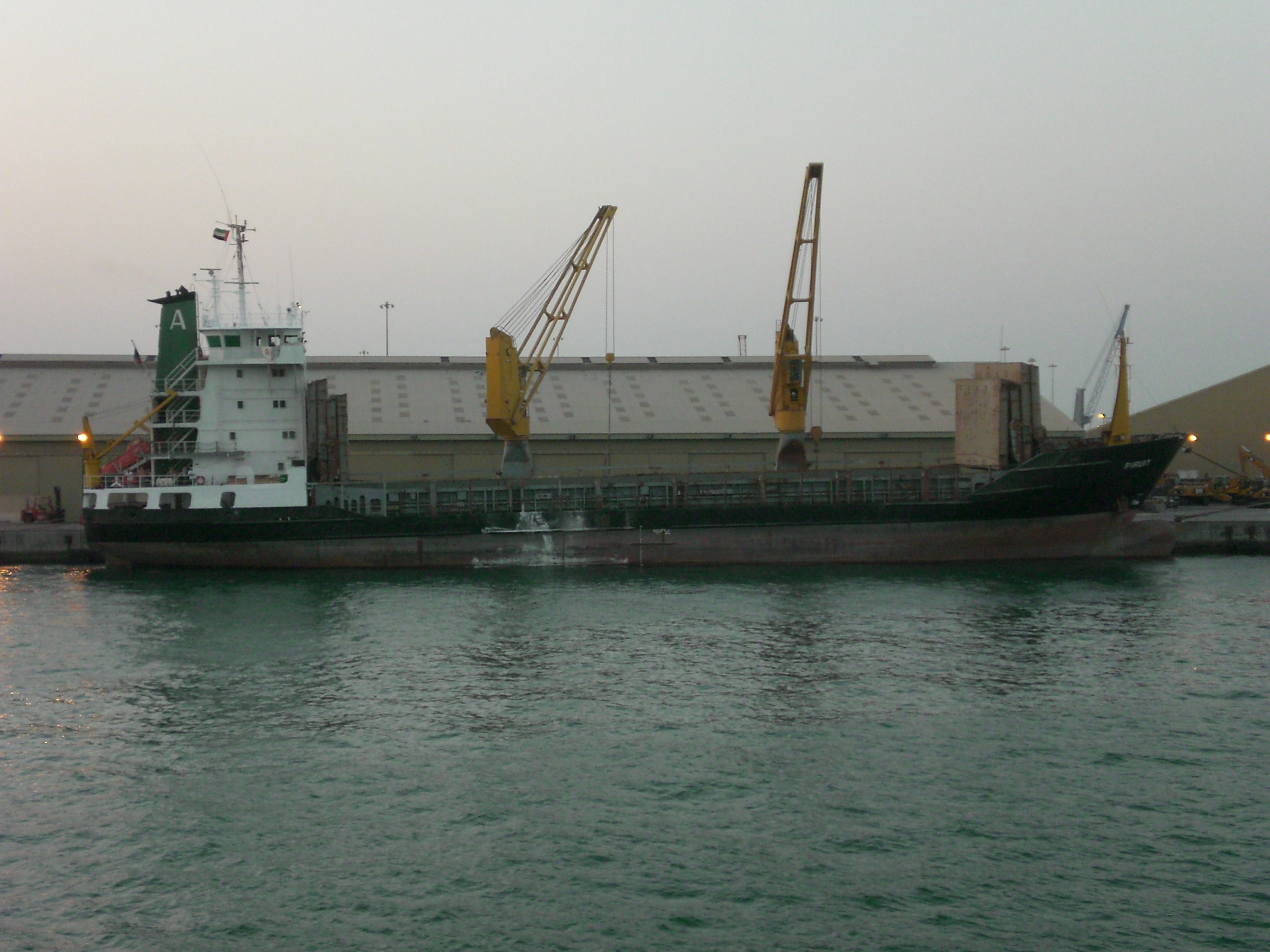
Die Piruit (ehemals Gretl), Typ 111a

Die Baureihe wurde Anfang der 1980er Jahre von verschiedenen Reedereien geordert. Insgesamt entstanden 16 Einheiten: drei Schiffe des Grundtyps 111, zwölf des Untertyps 111a und eines des Untertyps 111b. Abhängig von der Bauvariante werden die Schiffe häufig auf verschiedenen Mehrzweck-, Container- und Projektladungsdiensten eingesetzt. Man fand sie aber auch in der weltweiten Trampfahrt.
Die Robert sank am 22. Dezember 1990, nachdem sie auf der Außenweser mit dem chinesischen Frachter Yun Lin kollidiert war. Sie konnte wetterbedingt erst sieben Wochen später mit Hilfe zweier Schwimmkräne gehoben werden. Das Schiff wurde zunächst zur Lloyd Werft Bremerhaven verbracht, dort provisorisch abgedichtet und anschließend zur Sietas-Werft geschleppt, wo es repariert und dabei auch verlängert wurde. Die Karen Danielsen (ehemals Esperanza) kollidierte am 3. März 2005 außerhalb der Fahrrinne mit der Brücke über den Großen Belt. Das komplette Brückendeck wurde abgerissen und die sonstigen Aufbauten sowie auch beide Ladekräne schwer beschädigt. Der Steuermann, der sich allein auf der Brücke befunden hatte, kam ums Leben. Er war vermutlich betrunken eingeschlafen. Das Schiff wurde verkauft, in Neapel (Italien) repariert und im August 2005 als Renis wieder in Fahrt gesetzt. Am 16. Januar 2009 lief es als Mirabelle bei Rosendal (Norwegen) im Hardangerfjord auf Grund und sackte infolge eines Wassereinbruchs im Maschinenraum auf Grund ab. Das beschädigte Schiff wurde nach der Bergung verkauft und kam als Marium erneut in Fahrt. Die Lugela (ehemals Albatros) wurde am 25. September 2010 von somalischen Piraten geentert. Die Southern Phoenix (ehemals Gretl) bekam am 6. Mai 2017 im Hafen von Suva (Fidschi) infolge einer falsch durchgeführten Beladung zunehmend Schlagseite. Beim Versuch das krängende Schiff in einen anderen Hafenbereich zu schleppen, kenterte es und sank. Die Bergung der Southern Phoenix wurde im März 2019 abgeschlossen, wobei man die gehobenen Wrackteile außerhalb des Hafens versenkte.

## Technik

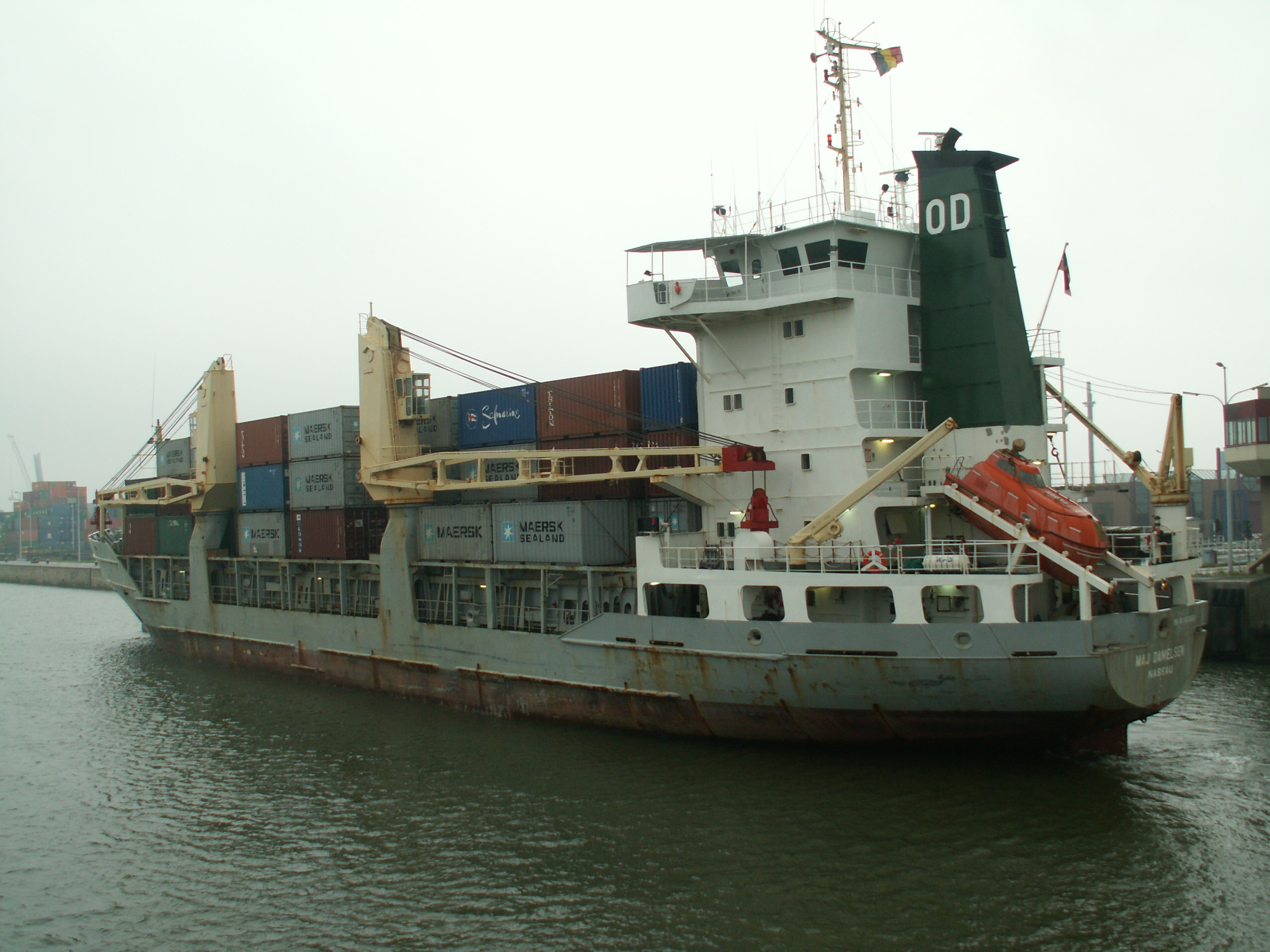
Die Maj Danielsen (ehemals Tinto), Typ 111a

Die drei gebauten Einheiten des kranlosen Grundtyps 111 besaßen ursprünglich eine Länge von 84,40 Meter. Alle drei Schiffe wurden zwischen 1986 und 1991 nachträglich bei Sietas umgebaut und auf 98,70 Meter verlängert. Das 1986 entstandene Einzelschiff des Untertyps 111b stellt eine verlängerte Version des ursprünglichen Grundtyps dar und besaß bereits bei Ablieferung eine Länge von 92,42 Meter. 
Der in zwölf Einheiten gebaute Untertyp 111a ist 88,60 Meter lang und an Backbord mit zwei 30-Tonnen-Kränen ausgestattet. Die beiden Kräne können gekoppelt betrieben werden, was die Übernahme von Schwergut- und Projektladungen von bis zu 60 Tonnen erlaubt. Der einzelne kastenförmige Laderaum (box-shaped) mit einem Getreide-Rauminhalt von 5.721 m³ (Typ 111a) ist für den Transport von Containern und den Transport von Gefahrgutcontainern ausgerüstet. Auf die serienmäßige Ausrüstung mit Cellguides wurde verzichtet. Durch die Form der Laderäume ist der Schiffstyp auch in der Schüttgut-, Zellulose- oder Paketholzfahrt einsetzbar. Darüber hinaus ist die Tankdecke für die Stauung von Schwergut verstärkt. Es wurden schwergutverstärkte hydraulisch betätigte Faltlukendeckel verwendet. Der Laderaum kann durch den Einsatz von Schotten und Zwischendecks unterteilt werden.
Angetrieben werden die Schiffe der Baureihe von Viertakt-Dieselmotoren verschiedener Hersteller, die bei einigen Schiffen mit einem Wendegetriebe auf einen Festpropeller, bei der Mehrzahl der Schiffe jedoch auf einen Verstellpropeller wirkt. Die An- und Ablegemanöver werden durch ein Bugstrahlruder unterstützt.
Die eisverstärkten Rümpfe wurden in Sektionsbauweise zusammengefügt.

## Die Schiffe
| Sietas Typ 111   | Sietas Typ 111 | Sietas Typ 111 | Sietas Typ 111 | Sietas Typ 111                    | Sietas Typ 111                   | Sietas Typ 111 |
| Bauname          | Typ            | Bau- nummer    | IMO- Nummer    | Kiellegung Stapellauf Ablieferung | Auftraggeber                     | Umbenennungen und Verbleib |
| ---------------- | -------------- | -------------- | -------------- | --------------------------------- | -------------------------------- | --- |
| Robert           | 111            | 941            | 8324751        | 31.10.1983 24.11.1983 30.12.1983  | Heinz-Georg Vöge, Drochtersen    | 1/1984 Akak Success, 8/1984 Gracechurch Crown, 1986 Robert, 1991 ECL Commander, 5/1992 Robert, 6/1992 Rhein Partner, 1993 Robert, 2000 CTE Istanbul, 2001 Robert, 2005 Apia, 2011 Jana, 2015 Nizar, so 2024 in Fahrt |
| Hasselwerder     | 111            | 929            | 8324737        | 25.11.1983 29.12.1983 28.01.1984  | W. & G. Bartels, Hamburg         | 11/1984 City of Manchester, 1985 Hasselwerder, 1989 Gracechurch Crown, 1990 Hasselwerder, 1994 Rockabill, 1998 Ketty Brøvig, 2004 Navita, so 2024 in Fahrt |
| Calypso          | 111a           | 914            | 8410366        | 19.03.1984 27.04.1984 08.06.1984  | Hans Heinrich, Steinkirchen      | 1985 Band Aid Hope, 1986 Calypso, 1992 Helga, 1993 Mulafoss, 1997 Helga, 1998 Thor Amalie, 2004 Amalie, 2006 Maritime Bay, 2007 Thor Amalie, 2008 Calypso III, 2010 Tiger 1, am 12. Dezember 2010 bei Tartus (Syrien) auf Grund gelaufen und danach abgebrochen                                                                                      |
| Antje            | 111a           | 945            | 8405933        | 04.04.1984 18.05.1984 23.06.1984  | Harry Bröhan, Jork               | 1985 Band Aid Carrier, 1986 Antje, 1987 Osprey, 1988 Antje B., 2002 Sofrana Bligh, 2003 Rangitane, 2005 Terry Siete, 2013 Anya Robyn, Zustand 2023 unklar |
| Inka Dede        | 111a           | 915            | 8410378        | 27.04.1984 01.06.1984 26.07.1984  | Friedhelm Dede, Jork             | 1987 Regency Bay, 1987 Inka Dede, 1/1990 Carme, 3/1990 Blue Sky, 5/1993 Saigon Lotus, 12/1993 Blue Sky, 1995 Mandeb Bay, 1998 Blue Sky, 2011 Span Asia 2, 2024 Pan, so 2024 in Fahrt |
| Tequila Sunshine | 111a           | 913            | 8410354        | 18.05.1984 22.06.1984 17.08.1984  | Michael von Brauchitsch, Reinbek | 1989 Wiebke, 1993 Umag Cayenne, 1994 Cayenne, 1995 Afris Trader, 1996 Afrostar, 2/1997 Orient Star, 8/1997 Afrostar, 2004 Lubava, 2010 Darja, 2014 Esperanza, 2022 Esperanza B, so 2024 in Fahrt |
| Albatros         | 111a           | 923            | 8410380        | 04.05.1984 25.07.1984 15.09.1984  | Klaus Block, Drochtersen         | 1985 Tequila Monshine, 1986 Albatros I, 1987 Amönitas, 1/1989 Frauke, 2/1989 Scott Albatros, 1990 Frauke, 1992 Saigon Empress, 1993 ZIM Saigon, 10/1997 Monika, 12/1997 Thor Sofia, 2009 Lugela, 2011 Lady Remington III, 2013 Navi Wind, 2014 Stella di Mare, 2019 Sea Eagle, am 18. September 2022 im Hafen von İskenderun gekentert, Totelverlust |
| Sleipner         | 111a           | 943            | 8410392        | 03.08.1984 07.09.1984 06.10.1984  | Johann Kahrs, Estorf             | 1987 Brynmore, 1988 Sleipner, 1991 Blue Wave, 1992 Rangitoto, 1997 Noumea Express, 2005 Bougainville Coast, 2014 Span Asia 19, 2024 SP 19, so 2024 in Fahrt |
| Gisela Bartels   | 111            | 916            | 8422034        | 06.06.1984 09.04.1985 21.05.1985  | G. & J. G. Bartels, Hamburg      | abgeliefert als Gracechurp Harp, 1989 Gisela Bartels, 1996 Cis Brøvig, 2005 Merita, so 2024 in Fahrt |
| Esperanza        | 111a           | 970            | 8500070        | 13.06.1984 28.04.1985 01.06.1985  | Herbert Drewes, Jork             | 1988 Manafoss, 1992 Esperanza, 1997 Frontier Colombia, 1997 Manzur, 1998 Melfi Panama, 2000 Esperanza, 2001 ANL Purpose, 2002 Esperanza, 2003 Karen Danielsen, 2005 Renis, 2005 Sider Red, 2006 Mirabelle, 2009 Marium, 2010 Lady Maria, 2022 Ocean 4, so 2024 in Fahrt                                                                              |
| Dorado           | 111a           | 937            | 8500056        | 28.08.1984 12.09.1985 18.10.1985  | Christoph Söhl, Estorf           | 1985 Band Aid Express, 1986 Dorado, 1993 Libra, 1996 Otto Danielsen, 2010 Knidos, 2013 Knidos M., 2017 Span Asia 30, 2024 Span 30, 2024 verschrottet |
| Tinto            | 111a           | 958            | 8500068        | 28.08.1984 30.09.1985 02.11.1985  | Walter Ahrens, Stade             | abgeliefert als Band Aid Star, 1986 Tinto, 1996 Maj Danielsen, 2001 ANL Pride, 2003 Niugini Gulf, 2004 Maj Danielsen, 2014 Arife, 2016 Span Asia 29, 2024 Sia 2, 2024 verschrottet |
| Seevetal         | 111b           | 942            | 8607725        | 29.05.1984 17.03.1986 08.05.1986  | Friedrich G. Frommann, Hamburg   | 1998 Pavo, 2000 Normed Istanbul, 2001 Pavo, 2006 Prode of Foynes, 10/2006 Pavo, 2007 Ranosen, 2011 Kale, 2014 Reeperbahn, so 2024 in Fahrt |
| Gretl            | 111a           | 969            | 8520434        | 30.08.1984 16.06.1986 30.08.1986  | Jürgen Stahmer, Leeswig          | 1987 Blue Bird, 1989 Tequila Sunbirst, 1990 Mexico Express, 1991 Blue Bird, 1992 Saigon Progress, 1995 Blue Bird, 2000 Etly Danielsen, 2005 Piruit, 2010 Rachel, 2016 Southern Phoenix, am 6. Mai 2017 im Hafen von Suva (Fidschi) gesunken |
| Anke             | 111a           | 975            | 8603535        | 01.05.1986 30.09.1986 18.10.1986  | Harry Bröhan, Jork               | 1987 Falcon, 6/1988 Anke, 12/1988 Global Express 4, 1989 Anke, 1993 ZIM Bangkok, 1994 Ranginui, 1999 BBC Germany, 2001 Industrial Caribe, 2002 Eva Danielsen, 2010 Aylin, 2017 Span Asia 33, 2024 Span 33, 2024 verschrottet |
| Svenja           | 111a           | 988            | 8703268        | 26.06.1986 29.05.1987 30.06.1987  | Hans Heinrich, Steinkirchen      | 1992 Steinkirchen, 1997 Thor Eagle, 2001 Thor Kis, 2007 Thor Athos, 2012 Meridian Uno, so 2024 in Fahrt |